# Angst (canción de Rammstein)
«Angst» es una canción  del grupo alemán de metal industrial Rammstein, lanzado el 29 de abril de 2022, perteneciente a su octavo disco de estudio, Zeit. Un videoclip oficial de la canción fue lanzado el mismo día que se liberó el audio. También es el cuarto sencillo del álbum Zeit.

## Contexto
Según una revisión pista por pista de las letras por la profesora de literatura alemana moderna de la Universidad de Oxford Karen Leeder, «Angst» es una canción sobre el miedo a lo desconocido, y la escalada de lo que ese miedo trae consigo. Leeder afirma: La canción tiene sus raíces en un juego de patio alemán del siglo XVIII, el llamado Hombre de Negro, un juego ligado al folclore y a la historia de la peste, y hay más indicios del famoso poema de Goethe "Erlkönig" ("Rey de los Elfos").

## Vídeo musical
El 27 de abril de 2022, se publicó un teaser de 30 segundos dos días antes del lanzamiento del vídeo musical.
Al principio, el vídeo musical muestra a los seis miembros de la banda en un terreno circular de igual tamaño, todos se llevan bien entre sí. Till Lindemann es llevado a un atril por espantosas animadoras maquilladas con una camisa de fuerza y conectadas a mangueras, tras lo cual comienza a dirigirse a una multitud que no se muestra. Poco a poco, los miembros de la banda se muestran cada vez más escépticos respecto a su entorno y a sus semejantes, por lo que levantan muros, instalan cámaras de vídeo, despliegan alambre de espino y utilizan rifles de asalto. 
Mientras tanto, el resto de los miembros aparecen sentados frente a los monitores de los ordenadores y absorbiendo literalmente el contenido. Cuando los músicos apuntan con sus armas a los monitores situados en las pequeñas "parcelas" del círculo, hacia el final, se abre un agujero negro que engulle al grupo. Se intercalan escenas de las animadoras, que se mueven rítmicamente hacia la cámara en una formación de triángulo, posiblemente basada en la danza tradicional neozelandesa Haka. También antes de que empiece la música y al final del vídeo, se ve a una joven y a una niña envueltas en mantas y rodeadas de alambre de espino.

## Recepción de la crítica
Consequence Sound valoró positivamente la canción, otorgándole el puesto de canción de la semana en el momento de su aparición. John Hadusek declaró: "Angst es una trituradora metálica, estructurada en torno a un apretado riff central que impulsa hacia adelante. Mientras tanto, los coros ominosos y la voz imitadamente profunda del líder Till Lindemann se intercalan en la refriega sónica". Por su parte, Jack Rogers, escribiendo para Rock Sounds, afirmó que "es una mirada única a la forma en que consumimos los medios de comunicación y lo que nos hace, a la vez que es increíblemente oscura e incómoda".

## Posición en listas
| Listas (2022)                       | Posición más alta |
| ----------------------------------- | ----------------- |
| Alemania (GfK Entertainment Charts) | 12                |
| Austria (Ö3 Austria Top 40)         | 21                |
| Suecia (Sverigetopplistan)          | 71                |
| Suiza (Schweizer Hitparade)         | 19                |